# Assembleia Legislativa Plurinacional da Bolívia
A Assembleia Legislativa Plurinacional, anteriormente Congresso da Bolívia, é o mais importante órgão legislativo da Bolívia. É de tendência bicameral, composto por Senado e Câmara dos Deputados, e presidido Vice-presidente da República. Senado e Câmara dos Deputados reúnem-se num edifício de arquitetura eclética localizado na Praça Murillo, no centro de La Paz. 
O Senado é composto por 27 membros eleitos por sufrágio universal direto, para um mandato de cinco anos. Em cada departamento, duas vagas cabem ao partido mais votado e a terceira vaga cabe ao segundo partido mais votado.
A Câmara dos Deputados compõe-se de 130 membros eleitos por sufrágio universal direto para um mandato de cinco anos. São 62 eleitos nas nove circunscrições departamentais pelo sistema proporcional e 68 são eleitos em circunscrições menores que os departamentos, por maioria simples.
Os legisladores de ambas as casas (senadores e deputados) que representam um mesmo departamento ou região integram conjuntamente as Brigadas Departamentais, organizadas para coordenar ações de interesse regional.